# Johnny Damon
Pour les articles homonymes, voir Damon.
Johnny David Damon (né le 5 novembre 1973 à Fort Riley au Kansas) est un joueur américain de baseball qui joue dans les Ligues majeures depuis 1995. Ce voltigeur et frappeur désigné est présentement agent libre.
Damon a remporté deux fois la Série mondiale, avec les Red Sox de Boston en 2004 et Yankees de New York en 2009, et participé deux fois au match des étoiles.

## Biographie

### Royals de Kansas City
Johnny Damon est le choix de première ronde des Royals de Kansas City en 1992. Il est le 35e athlète sélectionné cette année-là par une équipe du baseball majeur.
Il fait ses débuts en MLB le 12 août 1995 et devient membre de l'effectif régulier des Royals dès la saison 1996.
À la dernière de ses six saisons à Kansas City en 2000, Damon termine premier dans la Ligue américaine de baseball pour les points marqués (136) et les buts volés (46). Sa moyenne au bâton de ,327 est la dixième meilleure de l'Américaine, et il frappe au-dessus de ,300 pour la seconde année de suite. Il s'agit de sa moyenne au bâton la plus élevée en carrière pour une seule saison, et il affiche également ses meilleures moyenne de présence sur les buts (,382) et moyenne de puissance (,495) cette année-là. Il établit son record en carrière pour le nombre de coups sûrs en une saison (214) et affiche son plus haut total de points produits (88) en une année depuis son entrée dans les majeures.

### Athletics d'Oakland
Le 8 janvier 2001, Damon est impliqué dans un échange à trois équipes (Kansas City, Tampa Bay et Oakland) impliquant sept joueurs. Dans la transaction, le voltigeur passe aux Athletics d'Oakland, pour qui il ne joue qu'une saison avant de devenir agent libre. Il connaît beaucoup moins de succès à Oakland qu'à Kansas City, avec une moyenne au bâton de seulement ,256 en 2001. Il ne frappe que 9 circuits et produit 49 points en 155 rencontres. Son total de buts volés chute aussi à 27.
Il a cependant l'occasion de participer pour la première fois aux séries éliminatoires et se distingue avec une moyenne au bâton de ,409 avec neuf coups sûrs en cinq parties de Série de division face aux Yankees de New York. Les Athletics subissent toutefois l'élimination face aux Yankees.

### Red Sox de Boston

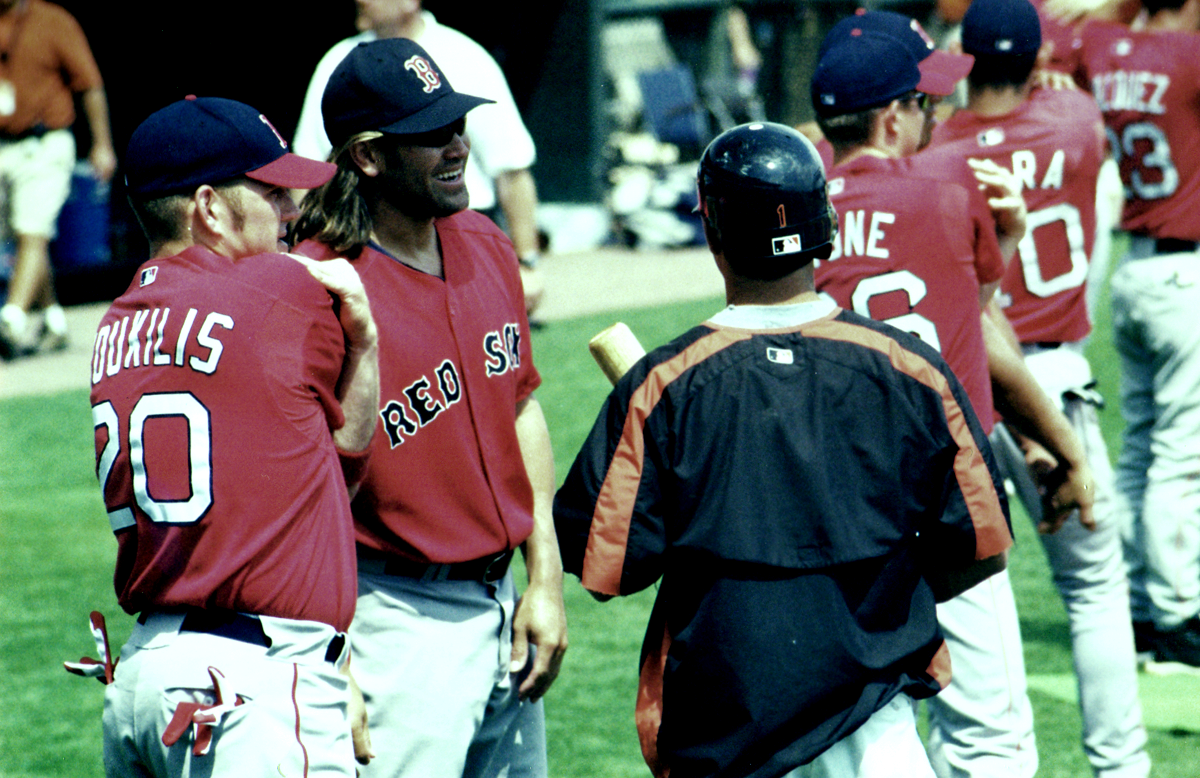
Johnny Damon (deuxième à partir de la gauche) avec ses coéquipiers des Red Sox en 2005.

Signé comme agent libre par les Red Sox de Boston en décembre 2001, Johnny Damon s'aligne avec ce club jusqu'en 2005.
En 2002, il mène tous les joueurs des majeures avec 11 triples.
Il est un membre important de l'équipe championne de la Série mondiale 2004. Durant le calendrier régulier, Damon frappe pour ,304, il atteint le chiffre de 20 coups de circuit en une saison pour la première fois en plus d'établir son record personnel de points produits (94). En Série de division, il frappe sept coups sûrs en à peine 15 apparitions au bâton alors que Boston balaie les Angels d'Anaheim en trois parties. Durant la célèbre Série de championnat où les Sox comblent un déficit de 0-3 pour battre en sept parties leurs éternels rivaux, les Yankees de New York, Damon claque deux circuits et produit sept points. Ses deux longues balles sont réussies dans la septième et dernière partie de la série Boston-New York au Yankee Stadium. Le joueur des Red Sox, qui n'avait obtenu que trois coups sûrs dans les six premiers matchs de cet affrontement, en obtient trois dans un seul match et produit six points avec un grand chelem en deuxième manche puis un circuit de deux points en quatrième face au lanceur des Yankees, Javier Vasquez. Enfin, il frappe un circuit en solo dans le quatrième et dernier match de la Série mondiale à Saint-Louis dans un gain de 3-0 de Boston qui permet aux Red Sox de remporter la grande finale pour la première fois en 86 ans.
En 2005, Damon frappe pour ,316 (la quatrième moyenne la plus élevée de la Ligue américaine) avec 75 points produits. Il représente les Red Sox au match des étoiles à la mi-saison. Il s'agit de sa deuxième sélection à la classique annuelle, y ayant été invité en 2002, également comme membre des Sox.

### Yankees de New York

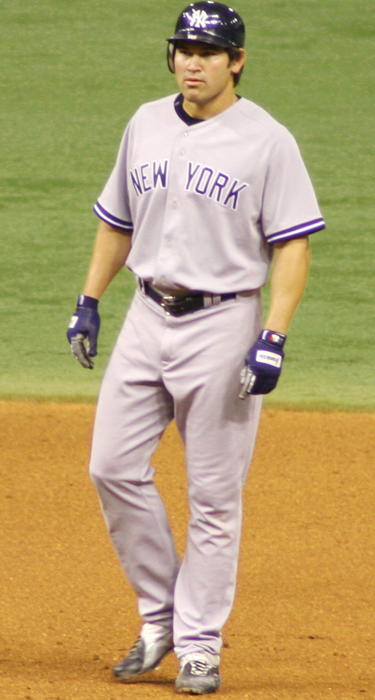
Johnny Damon a joué pour les Yankees de New York de 2006 à 2009.

Damon rejoint les Yankees de New York en tant qu'agent libre le 3 janvier 2006. Il y connaît plusieurs autres bonnes saisons.
En 2006, il frappe son plus haut total de coups de circuit en une saison, soit 24. Il produit 80 points et présente une moyenne de puissance de ,482.
Il vole 25, 27 et 29 buts pour New York de 2006 à 2008.
En 2008, il élève une fois de plus sa moyenne au bâton au-dessus de ,300 (,303 exactement). Le 7 juin 2008, il frappe six coups sûrs dans un même match, une performance rare. Il est le premier joueur des Yankees à réussir cet exploit depuis Myril Hoag en 1938. Blessé à l'articulation acromio-claviculaire, Damon se retrouve le 6 juillet sur la liste des joueurs blessés pour la toute première fois depuis son entrée dans les majeures, treize ans plus tôt.
En 2009, il égale son sommet personnel de 24 circuits, et produit 82 points. Avec 107 points marqués, il atteint le total de 100 pour une 10e saison, et la première fois depuis 2006.
Damon participe aux éliminatoires trois années sur quatre avec les Yankees. En 2009, après une Série de division difficile contre Minnesota, il frappe pour ,300 de moyenne avec deux circuits et cinq points produits en six matchs contre les Angels de Los Angeles en Série de championnat. Puis il ajoute quatre points produits et frappe pour ,364 en Série mondiale 2009, alors que les Yankees l'emportent en six parties sur les champions défendants, les Phillies de Philadelphie. Damon mérite une bague de champion de la Série mondiale pour la seconde fois de sa carrière.
En novembre 2009, il devient agent libre après 4 saisons avec les Yankees de New York. Il aurait demandé 26 millions de dollars pour deux ans pour demeurer dans le Bronx. Damon et son agent cèdent devant le refus des Yankees de lui consentir cette somme et se dit prêt à revenir pour un salaire moins élevé. Malgré tout, l'équipe choisit de le laisser partir.

### Tigers de Detroit
À la fin de février 2010, alors que s'ouvrent les camps d'entraînement, les Tigers de Detroit annoncent avoir engagé Damon pour un an et 8 millions de dollars. Le 23 août, les Red Sox de Boston réclament Damon au ballottage, mais le lendemain le joueur indique qu'il a décidé de bloquer la transaction et de demeurer avec les Tigers.
Le 14 avril, contre Kansas City, il obtient son 1000e point produit en carrière.
Le 6 juillet, dans une victoire en 11 manches des Tigers sur Baltimore, il obtient le 2500e coup sûr de sa carrière.

### Rays de Tampa Bay

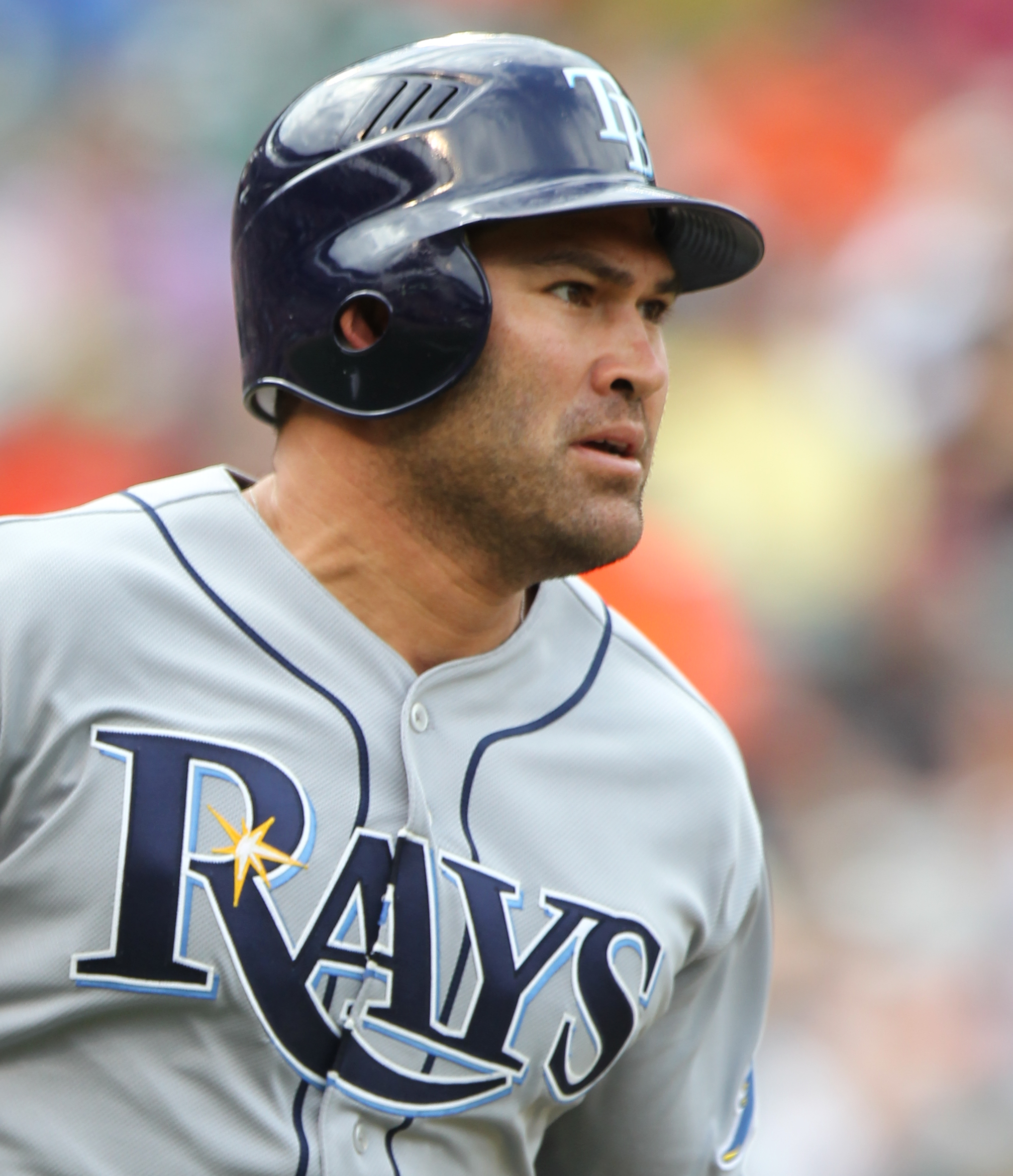
Damon en 2011 avec Tampa Bay.

Le 21 janvier 2011, il s'engage avec les Rays de Tampa Bay pour une saison. Il devrait recevoir un salaire de 5,25 millions de dollars.
Le 18 juin, il frappe son 500e double en carrière.
Le 26 septembre, il rejoint Lou Gehrig au 57e rang des meilleurs frappeurs de coups sûrs de l'histoire des majeures en réussissant son 2721e en carrière.
Damon termine la saison 2011 avec 16 circuits, 73 points produits et 19 buts volés en 150 matchs. Il est utilisé comme frappeur désigné par les Rays. Il frappe un circuit et produit trois points en quatre matchs dans la Série de division où Tampa Bay est éliminé par les Rangers du Texas.

### Indians de Cleveland
Damon amorce la saison 2012 sans contrat. Le 12 avril 2012, il annonce en être arrivé à une entente avec les Indians de Cleveland. Le contrat est officiel le 17 avril et Damon doit rejoindre l'équipe dans les semaines qui suivent.
Damon frappe pour ,222 avec 4 circuits et 19 points produits en 64 matchs pour Cleveland. Il est libéré le 9 août 2012.

## Vie personnelle

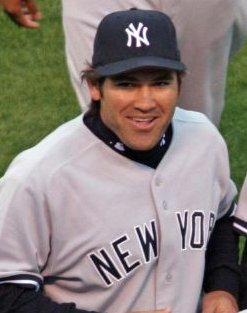

Johnny Damon est issu d'un père américain et d'une mère née en Thaïlande. Ses parents se sont rencontrés alors que le père de Johnny, Jimmy, servait son pays dans la guerre du Viêt Nam. Il a un frère aîné prénommé James. Enfant, Johnny souffrait de bégaiement.
Johnny Damon s'est marié en 1992 à Angela Vannice. Le couple a eu des jumelles, Madelyn et Jackson, nées en 1999. Le couple divorce après une union de plusieurs années. Damon admet avoir eu des problèmes de consommation d'alcool durant les derniers moments de son mariage. Il attribue ses succès sur le terrain à l'entraînement qu'il s'est imposé après avoir décidé de réduire sa consommation d'alcool.
Le 4 janvier 2007, la seconde épouse de Damon, Michelle, a donné naissance à une petite fille prénomée Devon Rose. Une autre fille, Danica, a vu le jour en 2008. Johnny et Michelle Damon se sont mariés en décembre 2004.
Johnny Damon apparaît en 2005 dans le film Fever Pitch des frères Farrelly, long métrage inspiré d'un livre de l'auteur Nick Hornby.
Damon aurait été délesté de 8 millions de dollars dans une fraude présumément orchestrée par le financier Allen Stanford. Plusieurs autres joueurs du baseball majeur figurent au nombre des présumées victimes.